# Campofrío Food Group
Campofrío Food Group («Grupo de Alimentación Campofrío»), más conocida como Campofrío, es una empresa multinacional de alimentación, filial de la mexicana Sigma Foods, con sede en Alcobendas (Madrid), pero de origen burgalés, en España. Es el líder en Europa en elaborados cárnicos y una de las 5 mayores empresas del mundo en el sector. El grupo está presidido por Pedro Ballvé, mientras que Fernando Valdés es su CEO y cuenta con 11.800 trabajadores.
En España opera por medio de la compañía Campofrío España, que aporta el 40% de facturación del grupo. Existen otras 7 empresas independientes en Europa dentro del grupo.

## Historia
La empresa se fundó en 1952 en Burgos, 8 años más tarde se diversifica el negocio hacia los productos cárnicos elaborados. La empresa sale a bolsa en 1988 para comenzar su internacionalización en 1990 con una planta en Moscú, Rusia. En 1995 consigue la acreditación ISO 9002 en todas sus plantas. El grupo Hormel Foods adquiere un 21% de Campofrío en 1997.
Entre 1998 y 1999 el grupo crece gracias a las adquisiciones de la empresa francesa Montagne Noire, la portuguesa Fricarnes, la polaca Morliny y la rumana Tabco. Poco después en 2000 adquiere OMSA y se fusiona con el competidor español Navidul.
En 2004 la empresa estadounidense Smithfield Foods se hace con el 22,4% de Campofrío Alimentación S.A. y de su filial polaca. El grupo Campofrio Food Group nace finalmente de la fusión entre Campofrío y Smithfield por medio de una absorción de Smithfield por parte de Campofrío. El grupo Smithfield tenía entonces en Europa 6500 empleados con base en París.
En 2011 el grupo adquiere al fabricante italiano de embutido Cesare Fiorucci.
En mayo de 2013, Smithfield Foods, el principal accionista de Campofrio con una participación del 36,99% , es adquirido por el grupo alimentario chino Shuanghui International Holdings por 7100 millones de dólares.
En noviembre de 2013, la mexicana Sigma Alimentos, filial de Alfa, lanza una OPA por el 100% de Campofrio. Anteriormente, ya había conseguido el 45% de la cárnica, tras comprar las participaciones de la familia Ballvé (12,4%), el fondo Oaktree (24,2%) y Caixabank (4,17%).

## Cifras
El grupo facturó 2.100 millones de euros y contó con una EBITDA de 163 millones de euros en 2010. En España alcanzó una cuota de mercado del 16% en 2008 por delante de la empresa murciana elPozo.[cita requerida] El grupo mexicano Sigma es poseedor del 100% de las acciones de la empresa.

## Presidentes
- 2013 - Pedro Ballvé

## Marcas
Algunas de las marcas del grupo son Campofrío, Weight Watchers (como marca local), Navidul, Revilla, Aoste, Nobre y Jean Caby, entre otras.

## Polémicas en torno a Campofrío

### Juegos Olímpicos de Atlanta 1996
En 1996 Campofrío era uno de los patrocinadores oficiales de la Real Federación Española de Gimnasia. El conjunto español de gimnasia rítmica logró ese año la medalla de oro en los Juegos Olímpicos de Atlanta 1996. Estaba formado por Marta Baldó, Nuria Cabanillas, Estela Giménez, Lorena Guréndez, Tania Lamarca y Estíbaliz Martínez, que serían bautizadas posteriormente como las Niñas de Oro. Las seis gimnastas llevaron en el podio un maillot con un logotipo similar al de Campofrío, después de que fueran instadas por el presidente de la Federación Española de Gimnasia, Jesús Méndez, a que lo hicieran, según cuenta la campeona olímpica Tania Lamarca en su libro Lágrimas por una medalla. Las gimnastas, que tenían de 15 a 17 años de edad, desconocían que la Carta Olímpica prohíbe la publicidad en vestimenta y material deportivo (exceptuando la del fabricante) durante los Juegos. A pesar de esa normativa, Teodoro Dueñas, entonces jefe de Patrocinio y Relaciones Externas de Campofrío, y Maisa Lloret, responsable del Departamento de Marketing de la Federación, habían pedido previamente a Méndez que las gimnastas lucieran el maillot en el podio. El logotipo del maillot era idéntico al de Campofrío, con las diferencias de que no aparecía el nombre de la empresa y de la modificación de algún color. Tras la reclamación que fue interpuesta por parte de otro equipo, el presidente de la Federación, ante el riesgo de una posible sanción o descalificación, alegó que se trataba de un logotipo que había sido diseñado por las propias gimnastas y que casualmente se parecía al del patrocinador (aunque el maillot había sido diseñado en realidad por Maisa Lloret con la intención de recrear sutilmente el logotipo de Campofrío después de que Teodoro Dueñas le pidiera que la marca estuviera presente en los Juegos). Igualmente, Méndez también pidió a las gimnastas que si alguien les preguntaba, dijeran lo mismo. Finalmente se decidió no atender la reclamación. Además, en ese momento, el presidente de la Federación prometió a las gimnastas un incentivo económico por haber lucido el maillot en el podio, dinero que nunca recibieron.

### Medio ambiente
Activistas medioambientales, con Greenpeace a la cabeza acusan a Campofrio de ser una industria altamente contaminante y de formar parte de "los trileros del clima".

Campofrío. Buenrollismo contra el clima y los bosques.
Mientras hace anuncios cargados de buen rollo por Navidad, Campofrío contribuye a la destrucción del planeta. Según el Ministerio para la Transición Ecológica y el Reto Demográfico (MITECO), en 2019 el sector agrícola (agricultura y ganadería) fue responsable del 12,5% del conjunto de emisiones totales de gases de efecto invernadero, siendo el cuarto sector más contaminante en España. Campofrío está detrás de estas cifras, aunque se empeñe en intentar ocultarlo al no calcular las emisiones indirectas producidas en su cadena de valor. Además, Campofrío, como el resto del sector de la ganadería industrial en España, debería rendir cuentas urgentemente por su relación con la destrucción de valiosos bosques en la Amazonia y otros lugares del mundo.

## Campañas publicitarias
A finales de 2011, coincidiendo con los momentos más álgidos de la crisis económica que sacudía España y el consiguiente descenso de ventas de la marca, se planteó una original campaña de publicidad de cara a las fiestas de Navidad, encargada a las empresas Zenith y McCann España. El spot publicitario, titulado Cómicos consiguió reunir a algunos de los más importantes representantes de ese sector en el panorama artístico español del momento y de las 4 décadas anteriores; se confeccionó en torno al eslogan Que nada nos quite nuestra manera de disfrutar de la vida y fue un auténtico éxito, hasta el extremo de elevar las ventas un 11%. El anuncio, dirigido por Álex de la Iglesia, contó con la participación de Fofito, Millán Salcedo, Josema Yuste, Andrés Pajares, Fernando Esteso, las Hermanas Hurtado, Chiquito de la Calzada, Florentino Fernández, Santiago Segura, Pepe Carabias, Anabel Alonso, Juan Luis Cano y  Los Morancos de Triana. El anuncio se convirtió en trending topic de Twitter y alcanzó cuatro millones de visualizaciones en Youtube al finalizar la campaña.
Ante tal éxito, el año siguiente se repitió fórmula con un nuevo anuncio, en esta ocasión con mayor protagonismo de Fofito y la presencia de Santiago Segura, David Ferrer, Iñaki Gabilondo, Luis del Olmo, David Summers, Malú, Chus Lampreave, Candela Peña, Enrique San Francisco, Los Morancos, Las Hermanas Hurtado y Chiquito de la Calzada.
Desde entonces, coincidiendo con las fiestas navideñas se ha convertido en tradición anual un spot publicitario rodado en formato de cortometraje cinematográfico, en ocasiones bajo órdenes de destacados directores de cine españoles y con celebridades del mundo del espectáculo. Así:
En 2013 el eslogan fue hazte extranjero, lo dirió Icíar Bollaín, lo protagonizó Chus Lampreave y participaron Chiquito de la Calzada, Goyo Jiménez, Leo Harlem, las Hermanas Hurtado, Rosario Flores, Manuel Carrasco, El Langui, Gabino Diego, Verónica Forqué, Enrique San Francisco, Jesús Calleja, Javier Sardá y  Martín Berasategui.
El anuncio rodado para la campaña publicitaria de 2014 se tituló Bombería y contó con Chus Lampreave, Santiago Segura, Chiquito  de la Calzada y Fofito.
De nuevo Icíar Bollaín dirigió el anuncio, en este caso, el correspondiente a la campaña de 2015, titulado Despertares y protagonizado por Emma Suárez y Tristán Ulloa.
Hijos del entendimiento fue el título del anuncio de las navidades de 2016.
Isabel Coixet fue la encargada de dirigir el anuncio de 2017, que se tituló Amodio, ambientado en un hospital psiquiátrico y que contó con las intervenciones de Carmen Maura, Joan Manuel Serrat, Baltasar Garzón, Risto Mejide, Candela Peña, Irene Villa, Ona Carbonell, David Broncano, Montserrat Domínguez y Dani Mateo.
El spot de 2018 se centra en la idea de que el humor no debería de ser un lujo, sino un bien de primera necesidad, y recrea un establecimiento comercial de lujo, en el que se venden distintas dosis de humor. Protagonizado por Antonio de la Torre Martín, Silvia Abril y Belén Cuesta acompañados por David Broncano, Jaime Peñafiel, Enrique San Francisco, El Langui y Azúcar Moreno, entre otros.
En 2019 se tituló Fake Me y lo dirigió Daniel Sánchez Arévalo, siendo interpretado por Javier Gutiérrez, Brays Efe, Yolanda Ramos, David Broncano, Susi Caramelo, Quique San Francisco, Iker Jiménez, Jordi Hurtado y Boris Izaguirre.
La campaña de Navidad de 2020, año de la pandemia del coronavirus, se convirtió en un homenaje a los que fallecieron y una reflexión sobre el sentido de la vida. Se título D.E.V. Disfrute en vida y estuvo protagonizada por el actor Enrique San Francisco como ‘La muerte’ , acompañado por  Andreu Buenafuente, Silvia Abril, James Rodhes, Juan Echanove y Raúl Gómez.
El anuncio de 2021, titulado Acojonados, continuó en la línea de impacto emocional, ya que abordó el tema del volcán de La Palma, cuya erupción sepultó casas, escuelas, iglesias y dejó a muchos ciudadanos sin nada, tras un periodo difícil tras la pandemia. Dirigido por Icíar Bollaín, contó con los actores Karra Elejalde, Belén Cuesta, Candela Peña y Carlos Areces
Campofrío ha recibido el Premio de la Comunicación 2022 en la categoría de Excelencia por estos anuncios de Navidad, que se han convertido en una seña de identidad de la empresa.